# Trichardis cinctella
Trichardis cinctella är en tvåvingeart som beskrevs av Seguy 1934. Trichardis cinctella ingår i släktet Trichardis och familjen rovflugor. Inga underarter finns listade i Catalogue of Life.